# Borgarey (ö i Island, Norðurland vestra)
Borgarey är en ö i republiken Island.   Den ligger i regionen Norðurland vestra, i den norra delen av landet, 200 km nordost om huvudstaden Reykjavík.
Trakten ingår i den boreala klimatzonen. Årsmedeltemperaturen i trakten är −1 °C. Den varmaste månaden är juli, då medeltemperaturen är 10 °C, och den kallaste är februari, med −9 °C.